# یونیورسال پلاگ اند پلی
یونیورسال پلاگ اند پلی (به انگلیسی: Universal Plug and Play (UPnP)) به مجموعه‌ای از پروتوکل‌های شبکه می‌گویند که به دستگاه‌های آن شبکه اجازه اتصال و ارتباط با یکدیگر را بدون دخالت انسان می‌دهند.